# Travis Williams
Travis Williams (Columbia, 27 maggio 1969) è un ex cestista statunitense, professionista nella NBA, in Europa, Asia e Sudamerica.

## Carriera
Con gli Stati Uniti ha disputato i Campionati americani del 1997 e i Giochi panamericani di Winnipeg 1999.

## Palmarès
- Campione USBL (1995)
- All-USBL First Team (1995)
- All-CBA First Team (1997)